# Großer Preis von Mexiko 1989
Der Große Preis von Mexiko 1989 (offiziell XIII Gran Premio de México) fand am 28. Mai auf dem Autódromo Hermanos Rodríguez in Mexiko-Stadt statt und war das vierte Rennen der Formel-1-Weltmeisterschaft 1989.

## Berichte

### Hintergrund
Der nach einem Feuerunfall während des Großen Preises von San Marino verletzte Gerhard Berger kehrte nach fünfwöchiger Genesung ins Fahrerfeld zurück.
Minardi setzte erstmals den neu konstruierten M189 ein.
Mit Nigel Mansell und Berger (jeweils einmal) traten zwei ehemalige Sieger zu diesem Grand Prix an.

### Training
Erneut wurde die erste Startreihe durch die beiden McLaren MP4/5 von Ayrton Senna und Alain Prost gebildet. Mansell und Ivan Capelli belegten die zweite Startreihe vor Riccardo Patrese und Berger.
Lediglich die ersten vier Piloten erreichten während ihrer schnellsten Runden Durchschnittsgeschwindigkeiten über 200 km/h.
Stefan Johansson gelang es im vierten Versuch erstmals, sich mit einem Onyx-Ford für einen Grand Prix zu qualifizieren.

### Rennen
Senna ging vor Mansell und Prost in Führung. Am Ende der ersten Runde drehte sich Stefano Modena, was in der Folge zu einer Kollision mit Olivier Grouillard, Alex Caffi und Capelli führte. Das Rennen wurde daraufhin mit der roten Flagge abgebrochen.
Den Neustart gewann erneut Senna. Diesmal folgte allerdings Prost auf dem zweiten Rang vor Berger und Mansell. Die Positionen der beiden Ferrari-Piloten wechselten in der sechsten Runde. Als Prost nach 19 Runden an der Box neue Reifen montieren ließ, übernahm Mansell den zweiten Rang. Durch Bergers Ausfall wegen eines Hydraulikdefektes war kurz zuvor Patrese auf den dritten Platz gelangt. Als im 44. Umlauf auch Mansell ausschied, wurde der Italiener schließlich Zweiter vor seinen beiden Landsmännern Michele Alboreto und Alessandro Nannini. Hinter Prost, der Fünfter wurde, folgte mit Gabriele Tarquini ein weiterer Italiener. Dieser bescherte dem AGS-Team den zweiten und wie sich im Nachhinein herausstellte letzten WM-Punkt der Teamgeschichte. Für ihn selbst war es der erste und einzige Punkt in der Formel 1.

## Meldeliste
| Team                            | Nr. | Fahrer                | Chassis         | Motor                    | Reifen |
| ------------------------------- | --- | --------------------- | --------------- | ------------------------ | ------ |
| Honda Marlboro McLaren          | 01  | Ayrton Senna          | McLaren MP4/5   | Honda RA109E 3.5 V10     | G      |
| Honda Marlboro McLaren          | 02  | Alain Prost           | McLaren MP4/5   | Honda RA109E 3.5 V10     | G      |
| Tyrrell Racing Organisation     | 03  | Jonathan Palmer       | Tyrrell 018     | Ford Cosworth DFR 3.5 V8 | G      |
| Tyrrell Racing Organisation     | 04  | Michele Alboreto      | Tyrrell 018     | Ford Cosworth DFR 3.5 V8 | G      |
| Canon Williams Team             | 05  | Thierry Boutsen       | Williams FW12C  | Renault RS1 3.5 V10      | G      |
| Canon Williams Team             | 06  | Riccardo Patrese      | Williams FW12C  | Renault RS1 3.5 V10      | G      |
| Motor Racing Developments       | 07  | Martin Brundle        | Brabham BT58    | Judd EV 3.5 V8           | P      |
| Motor Racing Developments       | 08  | Stefano Modena        | Brabham BT58    | Judd EV 3.5 V8           | P      |
| Arrows Grand Prix International | 09  | Derek Warwick         | Arrows A11      | Ford Cosworth DFR 3.5 V8 | G      |
| Arrows Grand Prix International | 10  | Eddie Cheever         | Arrows A11      | Ford Cosworth DFR 3.5 V8 | G      |
| Camel Team Lotus                | 11  | Nelson Piquet         | Lotus 101       | Judd CV 3.5 V8           | G      |
| Camel Team Lotus                | 12  | Satoru Nakajima       | Lotus 101       | Judd CV 3.5 V8           | G      |
| Leyton House March Racing Team  | 15  | Maurício Gugelmin     | March CG891     | Judd CV 3.5 V8           | G      |
| Leyton House March Racing Team  | 16  | Ivan Capelli          | March CG891     | Judd CV 3.5 V8           | G      |
| Osella Squadra Corse            | 17  | Nicola Larini         | Osella FA1M     | Ford Cosworth DFR 3.5 V8 | P      |
| Osella Squadra Corse            | 18  | Piercarlo Ghinzani    | Osella FA1M     | Ford Cosworth DFR 3.5 V8 | P      |
| Benetton Formula Ltd            | 19  | Alessandro Nannini    | Benetton B188   | Ford Cosworth DFR 3.5 V8 | G      |
| Benetton Formula Ltd            | 20  | Johnny Herbert        | Benetton B188   | Ford Cosworth DFR 3.5 V8 | G      |
| BMS Scuderia Italia             | 21  | Alex Caffi            | Dallara BMS 189 | Ford Cosworth DFR 3.5 V8 | P      |
| BMS Scuderia Italia             | 22  | Andrea de Cesaris     | Dallara BMS 189 | Ford Cosworth DFR 3.5 V8 | P      |
| Minardi Team SpA                | 23  | Pierluigi Martini     | Minardi M189    | Ford Cosworth DFR 3.5 V8 | P      |
| Minardi Team SpA                | 24  | Luis Pérez-Sala       | Minardi M189    | Ford Cosworth DFR 3.5 V8 | P      |
| Ligier Loto                     | 25  | René Arnoux           | Ligier JS33     | Ford Cosworth DFR 3.5 V8 | G      |
| Ligier Loto                     | 26  | Olivier Grouillard    | Ligier JS33     | Ford Cosworth DFR 3.5 V8 | G      |
| Scuderia Ferrari SpA SEFAC      | 27  | Nigel Mansell         | Ferrari 640     | Ferrari 035/5 3.5 V12    | G      |
| Scuderia Ferrari SpA SEFAC      | 28  | Gerhard Berger        | Ferrari 640     | Ferrari 035/5 3.5 V12    | G      |
| Équipe Larrousse                | 29  | Yannick Dalmas        | Lola LC89       | Lamborghini 3512 3.5 V12 | G      |
| Équipe Larrousse                | 30  | Philippe Alliot       | Lola LC89       | Lamborghini 3512 3.5 V12 | G      |
| Coloni SpA                      | 31  | Roberto Moreno        | Coloni FC188B   | Ford Cosworth DFR 3.5 V8 | P      |
| Coloni SpA                      | 32  | Pierre-Henri Raphanel | Coloni FC188B   | Ford Cosworth DFR 3.5 V8 | P      |
| EuroBrun Racing                 | 33  | Gregor Foitek         | EuroBrun ER188B | Judd CV 3.5 V8           | P      |
| West Zakspeed Racing            | 34  | Bernd Schneider       | Zakspeed 891    | Yamaha OX88 3.5 V8       | P      |
| West Zakspeed Racing            | 35  | Aguri Suzuki          | Zakspeed 891    | Yamaha OX88 3.5 V8       | P      |
| Moneytron Onyx Formula One      | 36  | Stefan Johansson      | Onyx ORE-1      | Ford Cosworth DFR 3.5 V8 | G      |
| Moneytron Onyx Formula One      | 37  | Bertrand Gachot       | Onyx ORE-1      | Ford Cosworth DFR 3.5 V8 | G      |
| Rial Racing                     | 38  | Christian Danner      | Rial ARC2       | Ford Cosworth DFR 3.5 V8 | G      |
| Rial Racing                     | 39  | Volker Weidler        | Rial ARC2       | Ford Cosworth DFR 3.5 V8 | G      |
| AGS Racing                      | 40  | Gabriele Tarquini     | AGS JH23B       | Ford Cosworth DFR 3.5 V8 | G      |
| AGS Racing                      | 41  | Joachim Winkelhock    | AGS JH23B       | Ford Cosworth DFR 3.5 V8 | G      |

## Klassifikationen

### Qualifying
| Pos. | Fahrer                | Konstrukteur     | Vorqualifikation | Vorqualifikation  | 1. Qualifikationstraining | 1. Qualifikationstraining | 2. Qualifikationstraining | 2. Qualifikationstraining | Start |
| Pos. | Fahrer                | Konstrukteur     | Zeit             | Ø-Geschwindigkeit | Zeit                      | Ø-Geschwindigkeit         | Zeit                      | Ø-Geschwindigkeit         | Start |
| ---- | --------------------- | ---------------- | ---------------- | ----------------- | ------------------------- | ------------------------- | ------------------------- | ------------------------- | ----- |
| 01   | Ayrton Senna          | McLaren-Honda    | –                | –                 | 1:19,112                  | 201,178 km/h              | 1:17,876                  | 204,371 km/h              | 01    |
| 02   | Alain Prost           | McLaren-Honda    | –                | –                 | 1:20,401                  | 197,953 km/h              | 1:18,773                  | 202,044 km/h              | 02    |
| 03   | Nigel Mansell         | Ferrari          | –                | –                 | 1:21,170                  | 196,077 km/h              | 1:19,137                  | 201,115 km/h              | 03    |
| 04   | Ivan Capelli          | March-Judd       | –                | –                 | 1:24,720                  | 187,861 km/h              | 1:19,337                  | 200,608 km/h              | 04    |
| 05   | Riccardo Patrese      | Williams-Renault | –                | –                 | 1:21,763                  | 194,655 km/h              | 1:19,656                  | 199,804 km/h              | 05    |
| 06   | Gerhard Berger        | Ferrari          | –                | –                 | 1:21,564                  | 195,130 km/h              | 1:19,835                  | 199,356 km/h              | 06    |
| 07   | Michele Alboreto      | Tyrrell-Ford     | –                | –                 | 1:22,150                  | 193,738 km/h              | 1:20,066                  | 198,781 km/h              | 07    |
| 08   | Thierry Boutsen       | Williams-Renault | –                | –                 | 1:21,456                  | 195,389 km/h              | 1:20,234                  | 198,365 km/h              | 08    |
| 09   | Stefano Modena        | Brabham-Judd     | 1:22,211         | 193,595 km/h      | 1:22,640                  | 192,590 km/h              | 1:20,505                  | 197,697 km/h              | 09    |
| 10   | Derek Warwick         | Arrows-Ford      | –                | –                 | 1:23,245                  | 191,190 km/h              | 1:20,601                  | 197,462 km/h              | 10    |
| 11   | Olivier Grouillard    | Ligier-Ford      | –                | –                 | 1:23,053                  | 191,632 km/h              | 1:20,859                  | 196,832 km/h              | 11    |
| 12   | Andrea de Cesaris     | Dallara-Ford     | –                | –                 | 1:23,066                  | 191,602 km/h              | 1:20,873                  | 196,797 km/h              | 12    |
| 13   | Alessandro Nannini    | Benetton-Ford    | –                | –                 | 1:21,791                  | 194,589 km/h              | 1:20,888                  | 196,761 km/h              | 13    |
| 14   | Jonathan Palmer       | Tyrrell-Ford     | –                | –                 | 1:21,561                  | 195,137 km/h              | 1:20,888                  | 196,761 km/h              | 14    |
| 15   | Satoru Nakajima       | Lotus-Judd       | –                | –                 | 1:22,438                  | 193,061 km/h              | 1:20,943                  | 196,627 km/h              | 15    |
| 16   | Philippe Alliot       | Lola-Lamborghini | –                | –                 | 1:22,014                  | 194,060 km/h              | 1:21,031                  | 196,414 km/h              | 16    |
| 17   | Gabriele Tarquini     | AGS-Ford         | –                | –                 | 1:23,004                  | 191,745 km/h              | 1:21,031                  | 196,414 km/h              | 17    |
| 18   | Johnny Herbert        | Benetton-Ford    | –                | –                 | 1:22,553                  | 192,793 km/h              | 1:21,105                  | 196,235 km/h              | 18    |
| 19   | Alex Caffi            | Dallara-Ford     | 1:22,876         | 192,041 km/h      | 1:22,705                  | 192,438 km/h              | 1:21,139                  | 196,152 km/h              | 19    |
| 20   | Martin Brundle        | Brabham-Judd     | 1:21,770         | 194,639 km/h      | 1:23,375                  | 190,892 km/h              | 1:21,217                  | 195,964 km/h              | 20    |
| 21   | Stefan Johansson      | Onyx-Ford        | 1:23,288         | 191,091 km/h      | 1:23,746                  | 190,046 km/h              | 1:21,358                  | 195,624 km/h              | 21    |
| 22   | Pierluigi Martini     | Minardi-Ford     | –                | –                 | 1:24,181                  | 189,064 km/h              | 1:21,471                  | 195,353 km/h              | 22    |
| 23   | Christian Danner      | Rial-Ford        | –                | –                 | 1:22,931                  | 191,914 km/h              | 1:21,696                  | 194,815 km/h              | 23    |
| 24   | Eddie Cheever         | Arrows-Ford      | –                | –                 | 1:23,427                  | 190,773 km/h              | 1:21,716                  | 194,767 km/h              | 24    |
| 25   | René Arnoux           | Ligier-Ford      | –                | –                 | 1:24,890                  | 187,485 km/h              | 1:21,830                  | 194,496 km/h              | 25    |
| 26   | Nelson Piquet         | Lotus-Judd       | –                | –                 | 1:23,090                  | 191,547 km/h              | 1:21,831                  | 194,494 km/h              | 26    |
| DNQ  | Luis Pérez-Sala       | Minardi-Ford     | –                | –                 | 1:26,567                  | 183,853 km/h              | 1:21,935                  | 194,247 km/h              | –     |
| DNQ  | Maurício Gugelmin     | March-Judd       | –                | –                 | 1:22,712                  | 192,422 km/h              | 1:22,081                  | 193,901 km/h              | –     |
| DNQ  | Yannick Dalmas        | Lola-Lamborghini | –                | –                 | 1:25,651                  | 185,819 km/h              | –                         | –                         | –     |
| DNQ  | Roberto Moreno        | Coloni-Ford      | –                | –                 | –                         | –                         | 3:34,095                  | 74,339 km/h               | –     |
| DNPQ | Bertrand Gachot       | Onyx-Ford        | 1:23,752         | 190,032 km/h      | –                         | –                         | –                         | –                         | –     |
| DNPQ | Gregor Foitek         | EuroBrun-Judd    | 1:24,351         | 188,683 km/h      | –                         | –                         | –                         | –                         | –     |
| DNPQ | Nicola Larini         | Osella-Ford      | 1:24,392         | 188,591 km/h      | –                         | –                         | –                         | –                         | –     |
| DNPQ | Volker Weidler        | Rial-Ford        | 1:24,966         | 187,317 km/h      | –                         | –                         | –                         | –                         | –     |
| DNPQ | Bernd Schneider       | Zakspeed-Yamaha  | 1:25,418         | 186,326 km/h      | –                         | –                         | –                         | –                         | –     |
| DNPQ | Aguri Suzuki          | Zakspeed-Yamaha  | 1:25,658         | 185,804 km/h      | –                         | –                         | –                         | –                         | –     |
| DNPQ | Piercarlo Ghinzani    | Osella-Ford      | 1:26,065         | 184,925 km/h      | –                         | –                         | –                         | –                         | –     |
| DNPQ | Joachim Winkelhock    | AGS-Ford         | 1:26,754         | 183,457 km/h      | –                         | –                         | –                         | –                         | –     |
| DNPQ | Pierre-Henri Raphanel | Coloni-Ford      | 1:34,357         | 168,674 km/h      | –                         | –                         | –                         | –                         | –     |

### Rennen
| Pos. | Fahrer             | Konstrukteur     | Runden | Stopps | Zeit        | Start | Schnellste Runde |
| ---- | ------------------ | ---------------- | ------ | ------ | ----------- | ----- | ---------------- |
| 01   | Ayrton Senna       | McLaren-Honda    | 69     | 0      | 1:35:21,431 | 01    | 1:20,585         |
| 02   | Riccardo Patrese   | Williams-Renault | 69     | 0      | + 15,560    | 05    | 1:21,383         |
| 03   | Michele Alboreto   | Tyrrell-Ford     | 69     | 0      | + 31,254    | 07    | 1:21,230         |
| 04   | Alessandro Nannini | Benetton-Ford    | 69     | 0      | + 45,495    | 13    | 1:22,110         |
| 05   | Alain Prost        | McLaren-Honda    | 69     | 2      | + 56,113    | 02    | 1:20,506         |
| 06   | Gabriele Tarquini  | AGS-Ford         | 68     | 0      | + 1 Runde   | 17    | 1:22,318         |
| 07   | Eddie Cheever      | Arrows-Ford      | 68     | 0      | + 1 Runde   | 24    | 1:22,111         |
| 08   | Olivier Grouillard | Ligier-Ford      | 68     | 0      | + 1 Runde   | 11    | 1:22,093         |
| 09   | Martin Brundle     | Brabham-Judd     | 68     | 0      | + 1 Runde   | 20    | 1:22,344         |
| 10   | Stefano Modena     | Brabham-Judd     | 68     | 0      | + 1 Runde   | 09    | 1:22,233         |
| 11   | Nelson Piquet      | Lotus-Judd       | 68     | 0      | + 1 Runde   | 26    | 1:22,560         |
| 12   | Christian Danner   | Rial-Ford        | 67     | 0      | + 2 Runden  | 23    | 1:23,524         |
| 13   | Alex Caffi         | Dallara-Ford     | 67     | 0      | + 2 Runden  | 19    | 1:24,527         |
| 14   | René Arnoux        | Ligier-Ford      | 66     | 0      | + 3 Runden  | 25    | 1:23,867         |
| 15   | Johnny Herbert     | Benetton-Ford    | 66     | 0      | + 3 Runden  | 18    | 1:23,095         |
| –    | Pierluigi Martini  | Minardi-Ford     | 53     | 0      | DNF         | 22    | 1:23,539         |
| –    | Nigel Mansell      | Ferrari          | 43     | 0      | DNF         | 03    | 1:20,420         |
| –    | Derek Warwick      | Arrows-Ford      | 35     | 0      | DNF         | 10    | 1:22,777         |
| –    | Satoru Nakajima    | Lotus-Judd       | 35     | 0      | DNF         | 15    | 1:22,907         |
| –    | Philippe Alliot    | Lola-Lamborghini | 28     | 0      | NC          | 16    | 1:22,593         |
| –    | Andrea de Cesaris  | Dallara-Ford     | 20     | 0      | DNF         | 12    | 1:25,424         |
| –    | Gerhard Berger     | Ferrari          | 16     | 0      | DNF         | 06    | 1:22,981         |
| –    | Stefan Johansson   | Onyx-Ford        | 16     | 0      | DNF         | 21    | 1:23,416         |
| –    | Thierry Boutsen    | Williams-Renault | 15     | 0      | DNF         | 08    | 1:22,991         |
| –    | Jonathan Palmer    | Tyrrell-Ford     | 9      | 0      | DNF         | 14    | 1:24,660         |
| –    | Ivan Capelli       | March-Judd       | 1      | 0      | DNF         | 04    | 1:46,744         |

## WM-Stände nach dem Rennen
Die ersten sechs des Rennens bekamen 9, 6, 4, 3, 2 bzw. 1 Punkt(e). In der Fahrerwertung wurden die besten elf Resultate, in der Konstrukteurswertung alle Resultate gewertet.

### Fahrerwertung
| Pos. | Fahrer             | Konstrukteur     | Punkte |
| ---- | ------------------ | ---------------- | ------ |
| 01   | Ayrton Senna       | McLaren-Honda    | 27     |
| 02   | Alain Prost        | McLaren-Honda    | 20     |
| 03   | Nigel Mansell      | Ferrari          | 9      |
| 04   | Alessandro Nannini | Benetton-Ford    | 8      |
| 05   | Riccardo Patrese   | Williams-Renault | 6      |
| 06   | Michele Alboreto   | Tyrrell-Ford     | 6      |
| 07   | Derek Warwick      | Arrows-Ford      | 4      |
| 08   | Stefano Modena     | Brabham-Judd     | 4      |
| 09   | Maurício Gugelmin  | March-Judd       | 4      |
| 10   | Thierry Boutsen    | Williams-Renault | 3      |
| 11   | Alex Caffi         | Dallara-Ford     | 3      |
| 12   | Johnny Herbert     | Benetton-Ford    | 3      |
| 13   | Jonathan Palmer    | Tyrrell-Ford     | 1      |
| 14   | Martin Brundle     | Brabham-Judd     | 1      |
| 15   | Gabriele Tarquini  | AGS-Ford         | 1      |
| 16   | Eddie Cheever      | Arrows-Ford      | 0      |

| Pos. | Fahrer                | Konstrukteur     | Punkte |
| ---- | --------------------- | ---------------- | ------ |
| 17   | Olivier Grouillard    | Ligier-Ford      | 0      |
| 18   | Satoru Nakajima       | Lotus-Judd       | 0      |
| 19   | Andrea de Cesaris     | Dallara-Ford     | 0      |
| 20   | Ivan Capelli          | March-Judd       | 0      |
| 21   | Nelson Piquet         | Lotus-Judd       | 0      |
| 22   | Philippe Alliot       | Lola-Lamborghini | 0      |
| 23   | Nicola Larini         | Osella-Ford      | 0      |
| 24   | René Arnoux           | Ligier-Ford      | 0      |
| 25   | Christian Danner      | Rial-Ford        | 0      |
| –    | Bernd Schneider       | Zakspeed-Yamaha  | 0      |
| –    | Pierluigi Martini     | Minardi-Ford     | 0      |
| –    | Gerhard Berger        | Ferrari          | 0      |
| –    | Luis Pérez-Sala       | Minardi-Ford     | 0      |
| –    | Yannick Dalmas        | Lola-Lamborghini | 0      |
| –    | Roberto Moreno        | Coloni-Ford      | 0      |
| –    | Pierre-Henri Raphanel | Coloni-Ford      | 0      |

### Konstrukteurswertung
| Pos. | Konstrukteur     | Punkte |
| ---- | ---------------- | ------ |
| 01   | McLaren-Honda    | 47     |
| 02   | Benetton-Ford    | 11     |
| 03   | Ferrari          | 9      |
| 04   | Williams-Renault | 9      |
| 05   | Tyrrell-Ford     | 7      |
| 06   | Brabham-Judd     | 5      |
| 07   | Arrows-Ford      | 4      |
| 08   | March-Judd       | 4      |
| 09   | Dallara-Ford     | 3      |

| Pos. | Konstrukteur     | Punkte |
| ---- | ---------------- | ------ |
| 10   | AGS-Ford         | 1      |
| 11   | Ligier-Ford      | 0      |
| 12   | Lotus-Judd       | 0      |
| 13   | Lola-Lamborghini | 0      |
| 14   | Osella-Ford      | 0      |
| 15   | Rial-Ford        | 0      |
| –    | Zakspeed-Yamaha  | 0      |
| –    | Minardi-Ford     | 0      |
| –    | Coloni-Ford      | 0      |